# Laura Puigdueta i Carrera
Laura Puigdueta i Carrera (Caldes de Montbui, 30 de juliol de 1995) és una jugadora d'hoquei sobre patins catalana. També desenvolupà la feina d'entrenadora d'hoquei sobre patins durant a la dècada de 2010, així com de doble a la sèrie de televisió Les de l'hoquei.

## Trajectòria esportiva
S'inicià a la pràctica de l'hoquei sobre patins al Club Hoquei Caldes a l'edat de 3 anys, gràcies a l'afició a aquest esport del seu pare, ja que el practicava en la posició de porter. Quan tenia 10 o 11 anys, es dissolgué l'equip femení del CH Caldes i encetà una nova etapa a les files de l'Hoquei Club Palau de Plegamans. En aquest club ràpidament arribaren els èxits quan, a la temporada 2014-15, conquerí la primera OK Lliga femenina, sent també la primera pel club. Quatre temporades més tard, a la 2018-19, no només aixecà de nou el títol sinó que fou premiada amb el guardó de millor jugadora de la competició.
A nivell de seleccions fou convocada en diverses ocasions per a disputar competicions continentals, la primera quan tingué 15 anys. Prova d'això és la consecució de quatre Campionats d'Europa consecutius (2013, 2015, 2018, 2021). A nivell mundial, també guanyà tres Campionat del Món consecutius, sent el primer l'any 2016, i els següents al 2017 a Nanquín i al 2019 a Barcelona.

## Palmarès
Clubs
- 3 Lligues europees d'hoquei sobre patins femenina: 2020-21, 2021-22, 2024-25
- 5 Lligues espanyoles d'hoquei patins femenina: 2014-15, 2018-19, 2020-21, 2021-22, 2023-24
- 1 Lliga catalana d'hoquei sobre patins femenina: 2020-21
- 1 Copa espanyola d'hoquei sobre patins femenina: 2023-24

Selecció espanyola
- 3 medalles d'or al Campionat del Món d'hoquei patins femení: 2016, 2017, 2019
- 2 medalles d'argent al Campionat del Món d'hoquei patins femení: 2012, 2022
- 4 medalles d'or al Campionat d'Europa d'hoquei patins femení: 2013, 2015, 2018, 2021

Individual
- Millor jugadora de l'OK Lliga Femenina: 2018-19